# Serapión el Joven
Serapión el Joven (o Ibn Sarabi) fue el autor de un libro-medicinal de botánica notable, titulado El Libro de los Medicamentos Simples. El libro data del siglo XII o siglo XIII. Es llamado "el joven" para distinguirlo de Serapión el Viejo, también conocido como Yahya ibn Sarafyun, un escritor médico árabe anterior con el que a menudo se confunden. El libro fue escrito probablemente en árabe, pero ninguna copia árabe sobrevive, y no hay ningún registro de un conocimiento del libro entre los autores árabes medievales. Una copia parcial sobrevive de la época medieval en hebreo. Un historiador de la medicina medieval árabe, Lucien Leclerc (muerto en 1893), ha presentado pruebas de que el libro podría haber sido escrito en hebreo, no en árabe, a pesar de que está claramente muy influido por la literatura medicinal árabe. En cualquier caso, fue traducida al latín en el siglo XIII y fue ampliamente difundida a finales de dicho siglo en los círculos médicos latinos medievales.
Nada acerca de la biografía de Serapión el joven está en los registros de cualquier lugar. En su único libro, hay una cita de algo realizado por un cierto escritor médico que murió alrededor de 1075 (Ibn Wafid). Eso pone un límite inferior de cuando Serapión el Joven escribió. Por tanto, se supone que escribió en el siglo XII. Sigue siendo posible que escribiera en el siglo XIII, porque no hay registro de la obra hasta finales del siglo XIII. Sobre la base de su nombre puede haber sido un nombre cristiano porque "Serapion" y sus equivalentes en árabe "Sarafyun" y en griego "Sarabi".] Sin embargo, ya que la identidad de este Serapión es completamente desconocida, su nombre Serapión puede ser un pseudepigrafe, por el que él estaba usando la autoridad del nombre del Serapión anterior para dar más credibilidad a su propia obra. Se hace llamar por el mismo nombre que Serapión el Viejo se llamó a sí mismo. La distinción entre "el Joven" y "el Viejo", fue presentado más tarde por otros después de que se dieron cuenta de que no podían ser la misma persona. La pseudoepigrafía era común en la época medieval.
Serapión el Joven es conocido por una obra, El Libro de los Medicamentos Simples (donde "simple" significa no-compuesto: una medicina práctica que a menudo consistía en una mezcla de dos o más "simples"). La obra fue escrita para los médicos y boticarios. La parte más original de ello es la introducción, en la que clasifica las sustancias según sus propiedades medicinales, y los discursos sobre sus acciones. El resto es un compendio de información sobre medicamentos en los escritos de Dioscórides, Galeno, y numerosos escritores medievales árabes en medicamentos, con algunas relativamente breves observaciones de soporte realizadas por sí mismo.

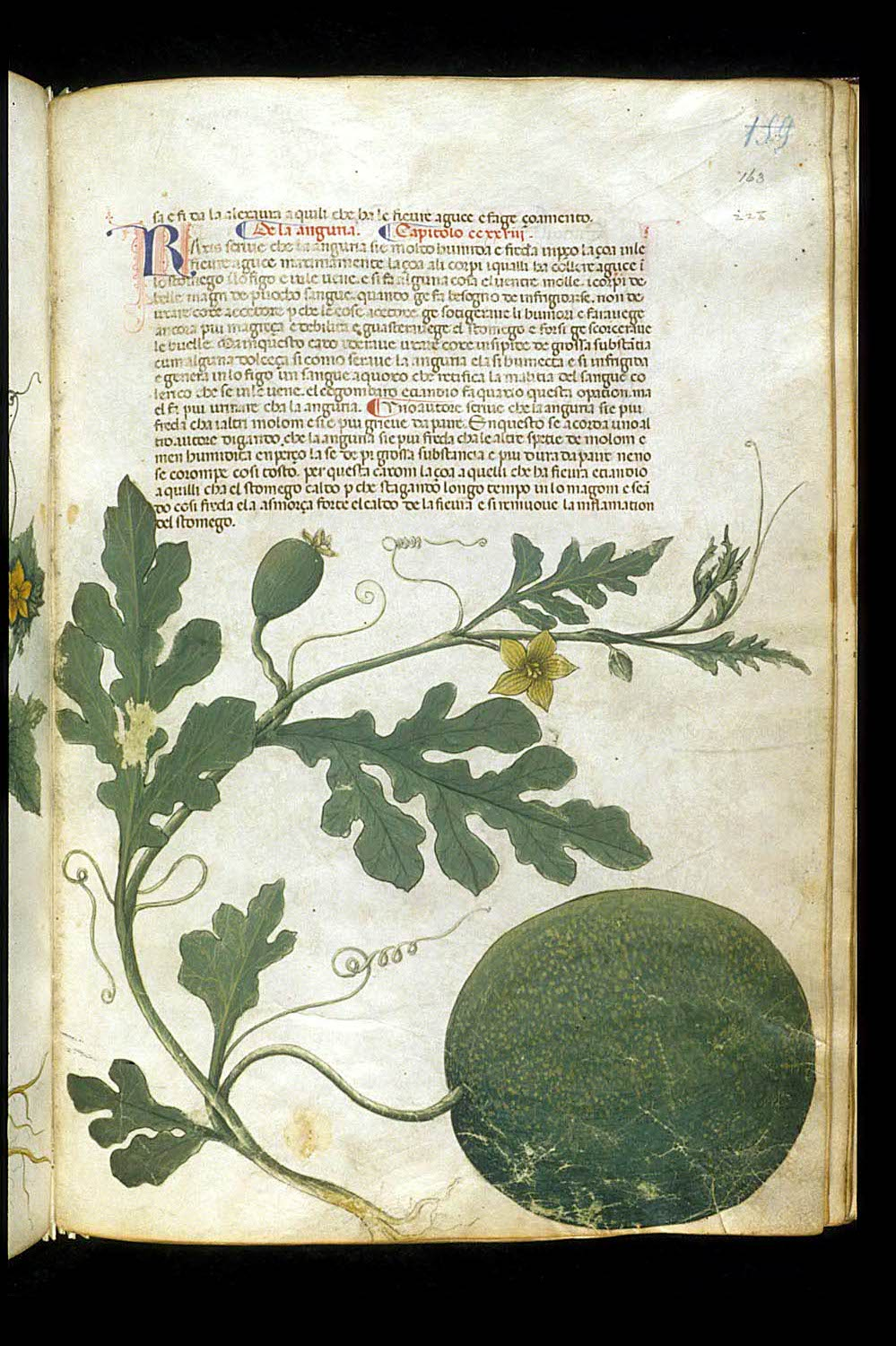
Placa que representa a un melón de la "Carrara Herbal ", fecha alrededor del año 1400, una traducción al italiano de una traducción latina del libro de los medicamentos de Serapión el Joven

La traducción latina circuló en los siglos XIV y XV, bajo el título Liber Serapionis aggregatus en Medicinis simplicibus y Serapionis Aggregatoris de simplicibus Comentarii y Liber de simplicibus Medicamentis y Liber de Simplici Medicina. También hay un manuscrito de la misma en una traducción del latín al italiano el 1390-1404, que contiene muchas ilustraciones a color de las plantas, y que los historiadores han llamado la "Carrara Herbal". En la época medieval sus trabajos, a veces, se mezclan con las obras de Serapión mayor, ya que se suponía que habían sido la misma persona. Después de la invención de la imprenta, las ediciones fueron impresas en latín en 1473 (Milán), 1479 (Venecia), 1525 (Lyon) y 1531 (Estrasburgo). La edición de 1531 fue supervisada por el botánico Otto Brunfels y está considerada como la mejor edición.
Muy muchos largos extractos del libro de Serapión que se reciclan en una enciclopedia de medicina escrita en latín por Matthaeus Silvaticus de fecha 1317, que fue ampliamente distribuida en el medieval tardío y que llegó  a imprimirse muchas veces durante las primeras décadas después de la invención de la imprenta. A principios del siglo XVI, aparecen nuevos libros de botánica editados por Peter Schöffer (el primero publicado en 1484), Leonhart Fuchs (1542), Rembert Dodoens (1554), y otros, que contienen información que se atribuyen explícitamente al libro de Serapión el joven.
El interés histórico principal en el libro de Serapión surge del hecho de que fue muy leído en latín por los estudiosos médicos  en los años 1300 - 1550 y tuvo un papel en la transmisión de conocimientos de la medicina árabe medieval al latín medieval. Se juzga hoy si sería inferior a  un libro comparable editado por Ibn al-Baitar titulado Libro de medicamentos simples y Alimentos de 1240. El libro de Ibn al-Baitar en árabe no fue traducido al latín en la época medieval.